# Commissioni Operaie
Le Commissioni Operaie (Comisiones Obreras, CCOO) sono una confederazione sindacale spagnola. Fin dagli anni settanta, dopo la restaurazione della monarchia costituzionale, sono la più importante centrale sindacale, nonché la prima per numero di iscritti e di delegati.
Le Commissioni furono organizzate negli anni sessanta dal Partito Comunista di Spagna (PCE) e da lavoratori cattolici per combattere la dittatura di Francisco Franco e per ottenere maggiori diritti lavorativi e sindacali. Le varie organizzazioni si unirono in una singola centrale dopo il congresso organizzativo del 1976 a Barcellona.

## Storia
Prendendo come riferimento immediato il sindacato clandestino Oposición Sindical Obrera, le prime commissioni operaie furono organizzate negli anni '60 nelle Asturie, in Catalogna, a Madrid e nelle province basche di Guipúzcoa e Vizcaya come movimento nato da conflitti sindacali ai margini del regime franchista. Si trattava di organismi rappresentativi dei lavoratori eletti nelle assemblee. Furono promossi dal Partito Comunista di Spagna (PCE), dal Partit Socialista Unificat de Catalunya (PSUC), dai movimenti operai cristiani (JOC e HOAC) e da altri gruppi di opposizione al regime franchista, che trasformarono le commissioni nate da conflitti occasionali in un movimento stabile e organizzato.
Il sindacato adottava la strategia  dell'entrismo, ovvero l'infiltrazione nei Sindacati Verticali di Franco. Dalla metà degli anni '50, divenne uno dei principali movimenti di opposizione, dall'interno dello Stato, al regime franchista. Questo fu uno dei motivi per cui ottenne un sostegno significativo e riuscì a eleggere delegati, principalmente nelle grandi fabbriche e nelle miniere. Nelle elezioni sindacali del 1966, il CC.OO. ottenne una vittoria significativa, che fu un duro colpo per il sindacato verticale. La prima Assemblea Generale del CC.OO. dello Stato si tenne nel giugno 1967 a Madrid. Il Tribunale dell'Ordine Pubblico, che sostituì i Tribunali Militari come strumento di repressione, dichiarò il CC.OO. "organismo ausiliario e cinghia di trasmissione del Partito Comunista di Spagna". Di conseguenza, nel novembre 1967, la Corte Suprema dichiarò il CC.OO. sovversivo e illecito. Furono strettamente monitorati dai servizi segreti di Franco. La repressione contro il CC.OO. fu brutale: delle 9.000 persone condannate tra il 1963 e il 1977 dal TOP, la stragrande maggioranza erano militanti del CC.OO.
Nel 1968, Marcelino Camacho, Julián Ariza e altri dirigenti sindacali furono incarcerati e processati per la loro appartenenza al CC.OO. L'ascesa del movimento operaio fu accolta dalla risposta del regime con la dichiarazione di successivi stati di emergenza, in particolare quelli del 1969 e del 1970-71, che portarono a numerosi arresti e torture di dirigenti sindacali. Degno di nota fu l'arresto e la condanna a lunghe pene detentive del Coordinamento Nazionale del CC.OO. (il cosiddetto Processo 1001) che, sebbene ostacolasse le mobilitazioni, non impedì che si verificassero vertenze di massa, scioperi in numerose aziende di diversi settori in tutto il paese a partire dal 1973, impedendo al CC.OO. di consolidarsi e rafforzarsi come organizzazione. Questa tattica culminò nelle elezioni sindacali del 1975, nel pieno del regime franchista, dove la CC.OO. ottenne la schiacciante maggioranza dei delegati eletti nelle principali aziende del paese. Ciò le diede un forte avvio alla caduta del regime, guidando i numerosi scioperi e le mobilitazioni operaie che conquistarono diritti sociali, politici e sindacali per la classe operaia. Secondo Marcelino Camacho, il modello organizzativo delle Comisiones Obreras di quel periodo era del tutto originale e si basava su esperienze storiche come i consigli operai dei paesi dell'Est e le esperienze del sindacalismo rivoluzionario.

## Segretari generali
- Marcelino Camacho (1976-1987)
- Antonio Gutierrez (1987-2000)
- Jose Maria Fidalgo (2000-2008)
- Ignacio Fernández Toxo (2008-2017)
- Unai Sordo (2017-in carica)